# Fundação Europeia para a Formação
A Fundação Europeia para a Formação (sigla: ETF) é um organismo da União Europeia que visa ajudar a melhorar a formação profissional em países terceiros, sobretudo na bacia mediterrânica, na Europa Oriental e na Rússia. A sua sede localiza-se em Turim, em Itália.